# Angelo Rughetti
Angelo Rughetti (Rieti, 22 aprile 1967) è un politico italiano, sottosegretario di Stato alla Pubblica Amministrazione e della Semplificazione Normativa nel governo Renzi e sottosegretario di Stato alla Presidenza del Consiglio dei ministri nel governo Gentiloni.

## Biografia
Nato a Rieti, ma residente a Roma, sposato e tre figli, si è laureato in giurisprudenza presso l'Università degli Studi di Roma "La Sapienza" e ha conseguito l'abilitazione all'esercizio della professione di avvocato, dove a partire dal 1991, inizia a lavorare presso la società Ancitel.
Dal 1996, presso l'ANCI, ha assunto la responsabilità dell'Ufficio Personale, Affari generali e dell'Ufficio legislativo. Per due anni è stato titolare del dipartimento Personale e relazioni sindacali dell'ANCI e membro del comitato di settore presso l'ARAN. È stato inoltre responsabile del Dipartimento Affari istituzionali dove ha curato l'organizzazione dei lavori della Conferenza Stato-Città e Autonomie locali e della Conferenza Unificata.
Dal 1996 al 1999 è stato componente della Commissione organici Enti locali del Ministero dell'Interno. Ha svolto inoltre la funzione di Segretario del Consiglio di amministrazione dell'Agenzia Autonoma per la gestione dell'albo dei Segretari comunali e provinciali.
È stato per due anni, dal 2000 al 2001, capo della segreteria tecnica del Ministero dell'Interno. È membro di diversi collegi di revisori dei conti. Ha promosso la costituzione della Fondazione per la Finanza e l'Economia locale (IFEL) diventandone Presidente dell'organo amministrativo (Consiglio Direttivo) e assumendone la rappresentanza legale.
Da giugno 2002 è direttore generale dell'ANCI e nel novembre 2004 è stato nominato segretario generale e rappresentante legale dell'Associazione.
Da marzo 2009 fa parte del consiglio di amministrazione di "CDP Investimenti Società di Gestione del Risparmio S.p.A." di proprietà della Cassa Depositi e Prestiti, ABI e ACCRI.
Alle elezioni politiche del 2013 viene candidato alla Camera dei deputati, tra le liste del Partito Democratico nella circoscrizione Campania 2, dove risulta eletto deputato. Nel corso della XVII legislatura della Repubblica è stato membro della 5ª Commissione Bilancio, tesoro e programmazione, della 14ª Commissione Politiche dell'Unione europea e della Commissione speciale per l'esame degli atti urgenti presentati dal Governo.
In seguito alla caduta del governo di Enrico Letta, per volere del neo-segretario del PD Matteo Renzi per diventare Presidente del Consiglio, e alla nascita del suo governo, il 28 febbraio 2014 viene nominato dal Consiglio dei Ministri sottosegretario di Stato alla semplificazione e pubblica amministrazione, in qualità di fedelissimo del segretario e premier Renzi.
A seguito delle dimissioni di Matteo Renzi da Presidente del Consiglio, per la bocciatura della riforma Renzi-Boschi al referendum costituzionale, il 29 dicembre 2016 viene nominato Sottosegretario di Stato alla Presidenza del Consiglio con l'incarico al coordinamento delle politiche pubbliche in ambito economico, sociale e di ricerca scientifica per il nuovo governo presieduto da Paolo Gentiloni, sostituendo Tommaso Nannicini e mantenendo l'incarico fino al 1º giugno 2018.
Alle elezioni primarie del PD del 2017 ha sostenuto la candidatura a segretario nazionale dell'uscente Matteo Renzi, assieme a quasi tutti i sottosegretari del PD nei governi Renzi e Gentiloni.
Non viene più ricandidato alle elezioni politiche del 2018, in quanto esclusa dalle liste del Partito Democratico.